# Трим (кот)
Трим (англ. Trim) (1797—1804?) — корабельный кот исследователя Австралии Мэтью Флиндерса.

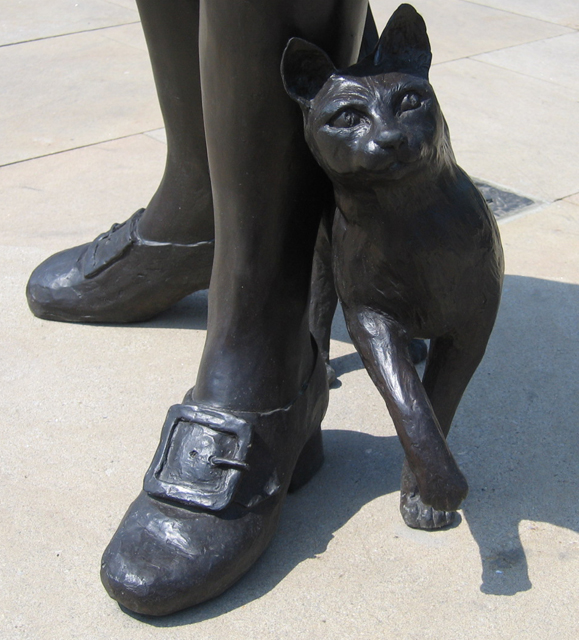
Статуя Трима на памятнике Флиндерсу в его родной деревне Донингтон в Линкольншире

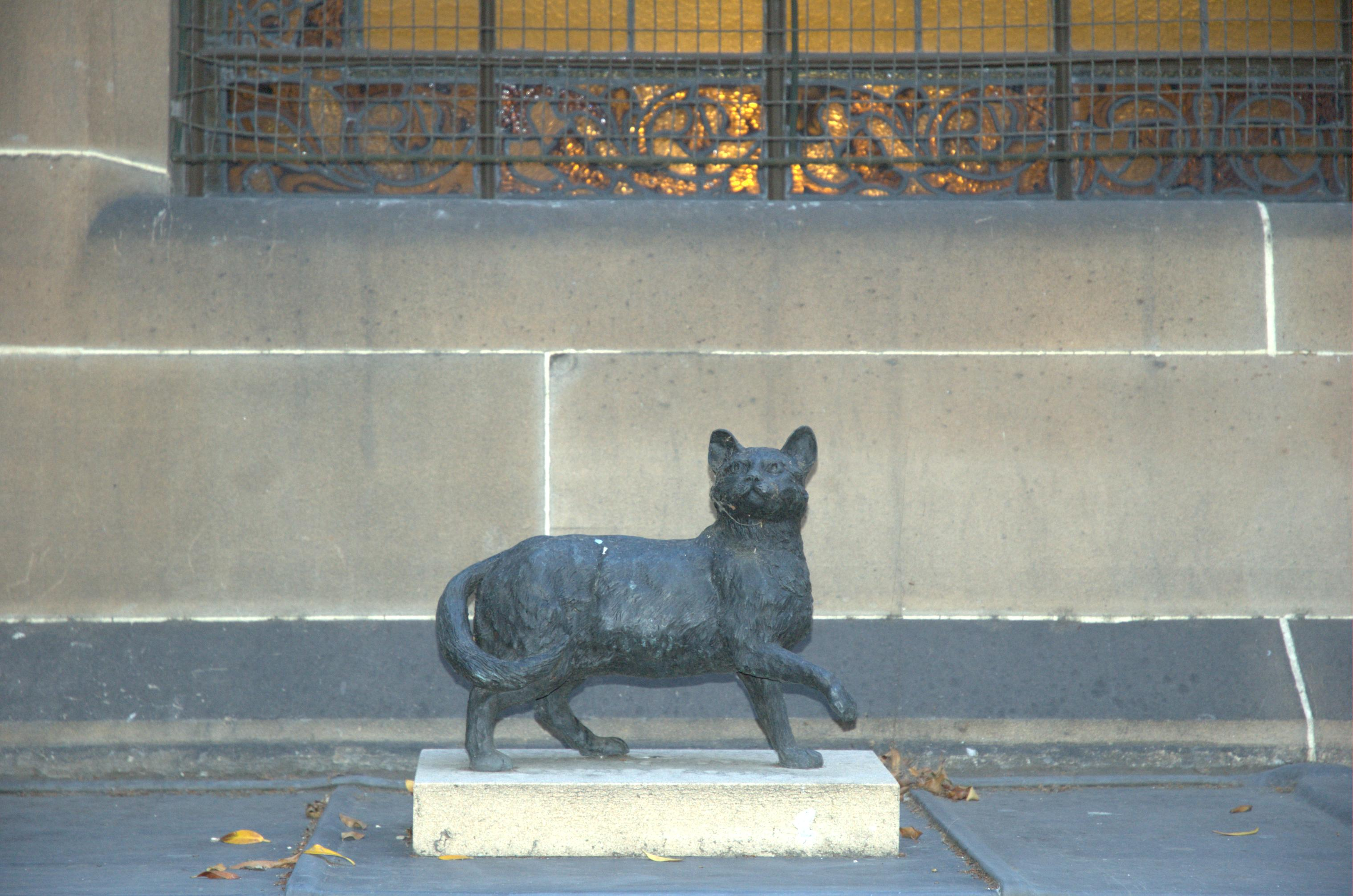
Статуя Трима у Библиотеки Митчелла в Сиднее

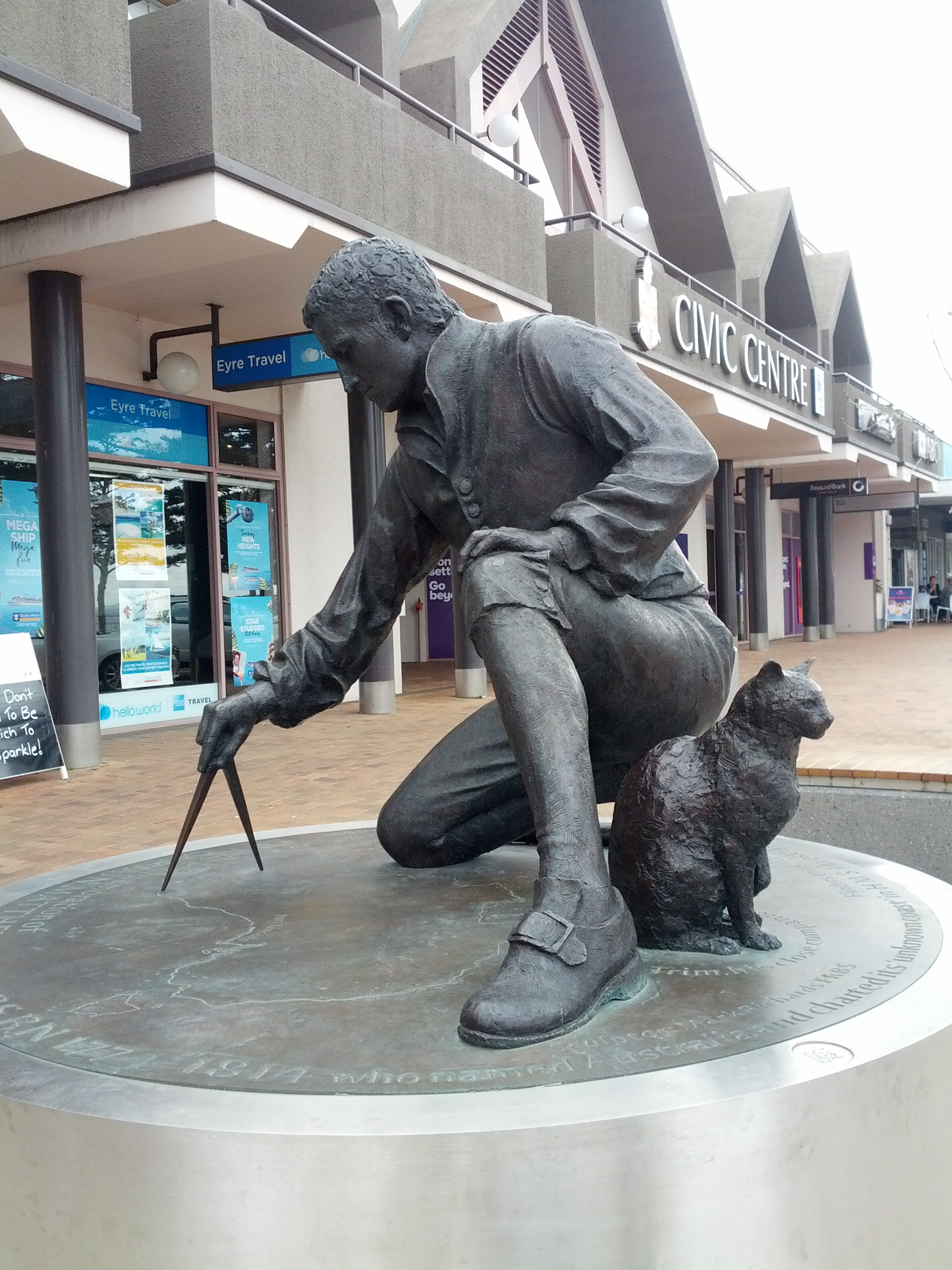
Памятник Флиндерсу в городе Порт-Линкольн

## Биография
Родился на борту корабля «Reliance», шедшего в Австралию. Будучи котёнком, случайно выпал за борт, но сумел взобраться по брошенному ему канату, чем заслужил уважение и любовь экипажа. Получил кличку в честь дворецкого из романа Лоренса Стерна «Жизнь и мнения Тристрама Шенди, джентльмена», верного и ласкового друга.
В 1801-2 годах кот сопровождал Флиндерса в путешествии вокруг Австралии на борту корабля «Investigator», в 1803 году отплыл с хозяином из Австралии на борту корабля «Porpoise», который потерпел крушение на Большом Барьерном рифе, после чего возвратился с ним на шлюпке в Австралию.
Трим сопровождал Флиндерса в плавании на шхуне «Cumberland», которая в декабре 1803 года была задержана французами на острове Маврикий. Кот сначала находился на Маврикии вместе с Флиндерсом, но в 1804 году куда-то исчез (Флиндерс предполагал, что его поймал и съел какой-то голодный раб).

## Описание
Флиндерс описывал своего любимого кота как «одно из самых красивых животных, которых я когда-нибудь видел… Шкура его была искристо чёрной, за исключением кончиков лап, будто опущенных в снег, и такой же белой нижней губы. У него также была белоснежная звезда на груди».

## Память
В 1996 году бронзовая статуя Трима была установлена рядом со статуей его хозяина у Библиотеки Митчелла в Сиднее . Под статуей размещена табличка с эпитафией, написанной Флиндерсом своему любимцу:
Памяти Трима,

Лучшего из его рода,
Самого преданного друга,
Самого преданного слуги,
Лучшего из созданий.

Он совершил путешествие по миру и в Австралию, которую он обогнул, и всегда был удовольствием для путешествовавших с ним.
В честь кота также названо библиотечное кафе
.
Статуя Трима также размещена на памятнике Флиндерсу на его родине в деревне Донингтон в Линкольншире, а также на памятнике Флиндерсу на вокзале Лондон-Юстон (где он был изначально похоронен). Копии этого памятника установлены в Линкольнском соборе, а также в городе Порт-Линкольн и в кампусе Университета Флиндерса в городе Аделаида в Австралии.